# Cantón de Arles-sur-Tech
El cantón de Arles-sur-Tech era una división administrativa francesa, que estaba situada en el departamento de Pirineos Orientales y la región de Occitania.

## Composición
El cantón estaba formado por ocho comunas:
- Amélie-les-Bains-Palalda
- Arles-sur-Tech
- Corsavy
- La Bastide
- Montbolo
- Montferrer
- Saint-Marsal
- Taulis

## Supresión del cantón de Arles-sur-Tech
En aplicación del Decreto n.º 2014-262 de 26 de febrero de 2014, el cantón de Arles-sur-Tech fue suprimido el 22 de marzo de 2015 y sus 8 comunas pasaron a formar parte del nuevo cantón de Canigó.